# Actinidia rubus
Actinidia rubus är en tvåhjärtbladig växtart som beskrevs av H. Lév. Actinidia rubus ingår i släktet aktinidiasläktet, och familjen Actinidiaceae. Inga underarter finns listade i Catalogue of Life.